# 梶晃啓
梶 晃啓（かじ てるひろ、1982年1月13日 - ）は、茨城県出身の元騎手。

## 来歴
競馬学校16期生として嘉藤貴行・金子光希・小林慎一郎・鈴来直人・田嶋翔・西原玲奈・畑端省吾・服部剛史と同期になり、卒業後の2000年3月に美浦・稲葉隆一厩舎からデビュー。
1年目の2000年は3月4日の中京第1競走4歳未勝利・サンダイメイブツ（9頭中9着）で初騎乗を果たし、同日2鞍目の第3競走4歳未勝利・ニホンピロアークで初勝利を挙げる。夏は北海道シリーズで函館1勝・札幌4勝の計5勝を挙げるなど、同年は8勝をマーク。
2年目の2001年には1月27日の小倉第11競走帆柱山特別では和田アキ子が本名の「飯塚現子」名義で所有したソウルスピリッツに騎乗し、18頭中13番人気で2着に入って馬連・ワイド万馬券の波乱を起こす。3月10日・11日の中京で初の2日連続勝利、25日の中山で初の1日2勝、11月18日の東京9競走昇仙峡特別では陣内孝則の所有馬パブリックイメージで初の特別勝ちを挙げ、ターコイズステークスではタイキトゥインクルでエイシンルーデンス・サクセスストレイン・カリスマサンオペラ・タイムフェアレディの重賞勝ち馬4頭を抑えて勝利。同年には初の2桁で自己最多の22勝をマークし、2003年まで3年連続2桁勝利を記録。
3年目の2002年には4月21日の東京第2競走3歳未勝利では父ハートレイク・母父ホクトボーイのメジロウィリアムズで11番人気ながら勝利し、単勝・馬連・ワイド万馬券の波乱を起こす。サクラバクシンオー産駒バーデンフォンテンで疾風特別1着→驀進特別・鏑矢特別2着と新潟直線1000mの1000万特別戦を走り、夏の新潟ではキミモールでスナークレイアースを抑えてOP特別の関越ステークス、父サクラローレル・母父トウショウボーイのリンガスローレルで苗場特別（1000万下）を勝利し、2週連続メイン勝ち となった。
2003年にはフラワーカップでサンデーサイレンス産駒マコトスズランに騎乗しマイネヌーヴェルの5着に入り、夏の新潟では障害転向前のミヤビペルセウスで平地初勝利を挙げる。リンガスローレルではOP特別の北陸ステークスでマイネルセレクトの2着、盛岡のクラスターカップではディバインシルバー・スターキングマンに次ぐ3着、BSN賞では再対戦となったマイネルセレクトの3着であった。9月13日の中山第4競走2歳新馬ではテイエムオーシャンの半妹イシノアパトゥーラは道中馬群の外めにつけ、直線で外から一気に伸びて快勝。10月4日の中山第4競走2歳新馬ではイシノサヴァントでゴール前の混戦を抜け出してハナ差勝利し、12月14日の中山第6競走3歳新馬では9番人気のシンボリルドルフ産駒コスモターゲットで直線鋭く伸びて差し切り勝ちを収める。
2004年1月31日の東京第7競走3歳500万下ではホッカイドウ競馬から境征勝厩舎に移籍していたセカンドノホシで後方待機から直線で追い込み、逃げ粘るトーセンジョウオーら他馬をまとめて差し切って勝利し、馬単187900円、3連複273250円の大波乱決着となった。フラワーカップでは15頭中15番人気で8着と朝から相当な雨が降った中を頑張り、フローラステークスではメンバー中最速の上がり34秒の脚を使って5着に入った。7月10日の福島第5競走2歳新馬ではマイネルホルスで好スタートから先頭に立って直線でも後続を寄せつけず快勝し、10月11日の東京第1競走2歳未勝利ではマヤノトップガン産駒トップガンマンで好スタートからハナに立って逃げ切った。
2006年1月23日の中山第5競走3歳未勝利ではマイネルネオスで直線外から差して勝利し、6月1日付でフリーとなる。
2007年には夏の北海道でマイネルラヴ産駒の牝馬クィーンマルトクとコンビを組み、初騎乗の函館ダート1000m戦を勝利した後、札幌芝1200mの1000万下特別戦では人気薄ながら続けて好走。11頭中11番人気のUHB賞で手応えが悪い中を3着に粘り、3連単88万馬券の波乱を呼ぶ。連闘のサロマ湖特別では同じく11番人気でハナ差2着に入り、3連単78万馬券の大波乱となる。4番人気まで評価を上げたSTV賞は後ろからの追い上げを気にしたことで逃げ切ったサーキットレディのマークが甘くなり、サーキットレディからは3馬身離されたが、6着までハナ、ハナ、クビ、クビと接戦の2着争いを制した。11月10日の福島第2競走2歳新馬ではコスモグラマラスで好スタートから先手を取って逃げ切り、同年は前年に引き続き2勝、2008年は3年連続となる2勝、2009年は僅か1勝、2010年は再び2勝に終わる。
2011年には3回しか騎乗できず初めて0勝、2012年には1月18日付で田村康仁厩舎所属となるが、2年連続で0勝に終わる。
2013年3月3日の中山第5競走3歳未勝利では10番人気アルファアリアで2番手から残り1ハロン付近で先頭に抜け出すと、追い上げてくる後続を完封し、直線に向くまで追い出しを我慢した騎乗で約2年11ヶ月ぶりの勝利を挙げた。レース前には田村やオーナーから「慌てずに乗れば最後は伸びるから」と言われ、勝利後にはファンから「おめでとう」と言われるなど、自身も笑みが絶えなかったが、最後の勝利となった。
2015年1月18日の中京第11競走長篠ステークス・ジョーオリオン（18頭中12着）が最後の騎乗となり、同年2月28日付で現役を引退。
引退後はつくば市と東京・恵比寿に低価格なパーソナルジム「Jockeys Shape（ジョッキーズ シェイプ）」を展開。

## 騎手成績
| 通算成績 | 1着 | 2着 | 3着 | 4着以下 | 出走回数 | 勝率 | 連対率 |
| -------- | --- | --- | --- | ------- | -------- | ---- | ------ |
| 平地     | 79  | 142 | 126 | 2176    | 2523     | .031 | .088   |